# Cremastosperma yamayakatense
Cremastosperma yamayakatense Pirie – gatunek rośliny z rodziny flaszowcowatych (Annonaceae Juss.). Występuje naturalnie w Peru.

## Morfologia
PokrójZimozielone drzewo dorastające do 1,5–8 m wysokości.
LiścieMają eliptyczny kształt. Mierzą 11–24 cm długości oraz 3,5–8 cm szerokości. Nasada liścia jest ostrokątna. Blaszka liściowa jest całobrzega o spiczastym wierzchołku. Ogonek liściowy jest owłosiony i dorasta do 5–10 mm długości.
KwiatySą pojedyncze. Rozwijają się w kątach pędów. Działki kielicha mają okrągły kształt i dorastają do 3 mm długości. Płatki mają eliptyczny kształt i osiągają do 12 mm długości.
OwoceTworzą owoc zbiorowy. Mają elipsoidalny kształt. Osiągają 12–14 mm długości.